# Dirk Sanders (voetballer)
Dirk Sanders (30 september 1955) is een voormalig Belgisch voetballer die speelde als middenvelder.

## Erelijst

### Speler
Club Brugge
- Eerste Klasse: 1975-76, 1976–77, 1977–78
- Beker van België: 1976–77[2]
- UEFA Cup: 1975-76 (finalist)[3]
- Europacup I: 1977-78 (finalist)[4]
- Trofee Jules Pappaert: 1978[5]